# Arnd Meier
Arnd Meier (ur. 1 marca 1973 roku w Hanowerze) – niemiecki kierowca wyścigowy.

## Kariera
Meier rozpoczął karierę w wyścigach samochodowych w 1991 roku od startów w Formule BMW Junior. Z dorobkiem 93 punktów uplasował się tam na trzeciej pozycji w klasyfikacji generalnej. W późniejszych latach pojawiał się także w stawce Niemieckiej Formuły Renault, Grand Prix Makau, Niemieckiej Formuły 3, Masters of Formula 3, Grand Prix Monako Formuły 3, CART FedEx Champ Car World Series, Formuły 3000, German Supertouring Championship, VLN Endurance oraz 24h Nürburgring.
W Formule 3000 Niemiec został zgłoszony do siedmiu wyścigów sezonu 1999. Jednak nie zakwalifikował się do żadnego wyścigu.